# Mack Maine
Pour les articles homonymes, voir Maine.
Mack Maine, de son vrai nom Jermaine Peyan, né le 28 juillet 1982 à La Nouvelle-Orléans en Louisiane, est un rappeur américain. Mack Maine est signé au label Young Money Entertainment, une empreinte distribuée par Cash Money Records, et en est le président actuel. Il est cofondateur de Kush Entertainment et fondateur de son propre label, Soothe Your Soul Records.

## Biographie
Jermaine Preyan est né à La Nouvelle-Orléans en Louisiane. Il se lie d'amitié avec Dwayne Carter alias Lil Wayne à onze ans. En 2003, il se classe 16e dans lors d'un freestyle organisé par MTV ; ceci, en parallèle à sa performance aux BET Awards de 2004 aux côtés de Cassidy, le mène à fonder Young Money Entertainment avec Lil Wayne en 2005. En 2008, Mack Maine participe au remix officiel du titre Got Money issu de l'album Tha Carter III de Lil Wayne, qu'il joue avec ce dernier au Saturday Night Live le 14 septembre. Aux Ozone Awards de 2008, il remporte le prix de Patiently Waiting: Louisiana.
En 2009, il joue avec Lil Wayne à sa tournée I Am Music, plusieurs de ses propres sets et au concert Spring Break organisé par mtvU en 2009. Il publie également une mixtape présentée par Don Cannon intitulée This Is Just a Mixtape, en featuring avec Lil Wayne, Mistah Fab, Gorilla Zoe, Pleasure P, Rick Ross, Mystikal, et Soulja Slim. Mack Maine participe à l'album collaboratif du label Young Money, comme le premier single Every Girl,. Avec Birdman, Ronald « Slim » Williams, Cortez Bryant, et d'autres artistes de Cash Money, il participe à l'épisode Behind the Music de Lil Wayne diffusé le 11 septembre 2009.
En mars 2010, Mack Maine participe au single de T-Pain Ghetto Commandments. Il double aussi un personnage de la série Freaknik: The Musical diffusée sur la chaîne américaine Adult Swim. Maine participe aussi à la vidéo du titre à succès Duffle Bag Boy de Playaz Circle avec Lil Wayne. Le 17 mars 2013, Mack Maine publie le clip de la chanson Celebrate en featuring avec Lil Wayne et Talib Kweli.

## Affaire judiciaire
Le 16 septembre 2013, Mack Maine est accusé d'agression sexuelle à la suite d'un incident survenu le 22 août durant la tournée Amerika's Most Wanted de Lil Wayne. Maine aurait invité deux femmes dans leur bus de tournée et posé sa main sur les seins de l'une de ses invitées sans son consentement. TMZ rapporte que lorsque les femmes souhaitaient quitter le bus, Maine aurait fermé la porte, et aurait frappé l'une d'entre elles sur le visage, brisant ainsi sa mâchoire. Le 20 septembre 2013, Mack Maine se rend de son gré au commissariat du comté d'Oklahoma, et libéré pour 9 000 $.

## Discographie

### Compilations
- 2009 : We Are Young Money[9]
- 2013 : Rich Gang[10]
- 2014 : Young Money: Rise of an Empire[11]

### Mixtapes
- 2006: Young Money Vol. 1
- 2006: G-Series (avec Curren$y)
- 2008: Mack Maine BOBO 101
- 2008: B!tch I'm Mack Maine
- 2009: DJ Don Cannon Presents: This is Just a Mixtape
- 2010: DJ Rockstar Presents: The Laxative
- 2011: Billionaire Minds (avec Birdman)
- 2012: Don’t Let It Go Waste
- 2013: Freestyle 102: No Pens or Pads
- 2013: Food For Thought

### Singles
- 2009: Throw It Back (featuring Lil' Wayne)
- 2010: All in One Swipe (featuring Rick Ross et Birdman)
- 2013: Celebrate (featuring Lil' Wayne et Talib Kweli)